# Treizième district congressionnel de l'Illinois
Le 13e district congressionnel de l'Illinois est un district de l'État de l'Illinois actuellement représenté par la Démocrate Nikki Budzinski.

## Géographie

### Redécoupage de 2020
À la suite du recensement de 2020 et du cycle de redécoupage qui a suivi, le 13e district congressionnel a été considérablement modifié pour inclure des sections des villes de Champaign, Springfield et de Metro East de St. Louis. Tout le Comté de Macoupin et des sections des comtés de Champaign, Macon, Madison, Piatt, Sangamon et St. Clair sont inclus dans le nouveau 13e. Le redécoupage a transformé le 13e district d'un district assez égal à un district plus fortement démocrate, et par conséquent, il a voté pour un Représentant Démocrate pour la première fois depuis 1892.

### Comtés
| #   | Comté     | Siège        | Population |
| --- | --------- | ------------ | ---------- |
| 19  | Champaign | Urbana       | 205 644    |
| 115 | Macon     | Decatur      | 100 591    |
| 117 | Macoupin  | Carlinville  | 44 018     |
| 119 | Madison   | Edwardsville | 262 752    |
| 147 | Piatt     | Monticello   | 16 714     |
| 163 | St. Clair | Belleville   | 251 018    |
| 167 | Sangamon  | Springfield  | 193 491    |

### Villes et CDPS de 10 000 habitants ou plus
- Springfield - 114 394
- Champaign - 89 241
- Decatur - 69 097
- Belleville - 42 404
- Urbana - 38 336
- O'Fallon - 32 289
- Granite City - 27 549
- Edwardsville - 26 808
- Alton - 25 676
- Collinsville - 24 366
- Godfrey - 17 825
- East St. Louis - 17 642
- Fairview Heights - 16 706
- Swansea - 14 386
- Chatham - 14 377
- Shiloh - 14 098
- Glen Carbon - 13 842
- Cahokia - 12 096
- Wood River - 10 464

### 2 500 à 10 000 habitants
- Bethalto - 9 310
- Savoy - 8 857
- Maryville - 8 221
- Monticello - 5 941
- Pontoon Beach - 5 876
- East Alton - 5 786
- Carlinville - 5 710
- Staunton - 5 054
- Centreville - 4 897
- Auburn - 4 474
- Caseyville - 4 400
- Dupo - 3 996
- Rosewood Heights - 3 971
- Rochester - 3 863
- Forsyth - 3 734
- Tolono - 3 604
- Virden - 3 231
- Madison - 3 171
- Gillespie - 3 168
- Pawnee - 2 678
- Washington Park - 2 592

## Historique de vote
Ce tableau indique comment le district a voté aux élections présidentielles américaines ; les résultats des élections reflètent le vote dans la circonscription telle qu'elle était configurée au moment de l'élection, et non telle qu'elle est configurée aujourd'hui.
| Année | Poste     | Résultats                    |
| ----- | --------- | ---------------------------- |
| 2000  | Président | Bush 55,0 % - 42,0 %         |
| 2004  | Président | Bush 55,0 % - 45,0 %         |
| 2008  | Président | Obama 54,0 % - 45,0 %        |
| 2012  | Président | Romney 49,0 % - 49,0 %       |
| 2016  | Président | Trump 50,0 % - 44,0 %        |
| 2020  | Président | Donald Trump 50,0 % - 47,0 % |

Ce tableau indique comment le district a voté lors des récentes élections à l'échelle de l'État ; les résultats des élections reflètent le vote dans la circonscription telle qu'elle est actuellement configurée, pas nécessairement telle qu'elle était au moment de ces élections.
| Année | Poste             | Résultats                   |
| ----- | ----------------- | --------------------------- |
| 2016  | Président         | Clinton 50,6 % – 42,3 %     |
| 2016  | Sénat             | Duckworth 54,9 % – 39,8 %   |
| 2018  | Gouverneur        | Pritzker 53,7 % – 37,7 %    |
| 2018  | Procureur Général | Raoul 51,7 % – 45,5 %       |
| 2018  | Secrétaire        | White 65,5 % – 31,6 %       |
| 2020  | Président         | Biden 54,4 % – 43,2 %       |
| 2020  | Sénat             | Durbin 54,5 % – 41,7 %      |
| 2022  | Sénat             | Duckworth 55,3 % – 42,6 %   |
| 2022  | Gouverneur        | Pritzker 53,0 % – 44,1 %    |
| 2022  | Procureur Général | Raoul 51,9 % – 45,5 %       |
| 2022  | Secrétaire        | Giannoulias 51,9 % – 45,6 % |

## Liste des Représentants du district
| Membre                          | Parti       | Années                              | Congrès     | Histoire électorale |
| ------------------------------- | ----------- | ----------------------------------- | ----------- | --- |
| District établit le 4 mars 1863 |             |                                     |             | |
| William J. Allen (en)           | Démocrate   | 4 mars 1863 - 3 mars 1865           | 38e         | Redécoupage depuis le 9e district et réélu en 1862. Perds sa réélection.                                                                                               |
| Andrew J. Kuykendall (en)       | Républicain | 4 mars 1865 - 3 mars 1867           | 39e         | Élu en 1864. Retrait. |
| Green B. Raum (en)              | Républicain | 4 mars 1867 - 3 mars 1869           | 40e         | Élu en 1866. Perds sa réélection. |
| John M. Crebs (en)              | Démocrate   | 4 mars 1869 - 3 mars 1873           | 41e, 42e    | Élu en 1868. Réélu en 1870. Retrait. |
| John McNulta (en)               | Républicain | 4 mars 1873 - 3 mars 1875           | 43e         | Élu en 1872. Perds sa réélectio. |
| Adlai E. Stevenson              | Démocrate   | 4 mars 1875 - 3 mars 1877           | 44e         | Élu en 1874. Perds sa réélection. |
| Thomas F. Tipton (en)           | Républicain | 4 mars 1877 - 3 mars 1879           | 45e         | Élu en 1876. Perds sa réélection. |
| Adlai E. Stevenson              | Démocrate   | 4 mars 1879 - 3 mars 1881           | 46e         | Élu en 1878. Perds sa réélection. |
| Dietrich C. Smith (en)          | Républicain | 4 mars 1881 - 3 mars 1883           | 47e         | Élu en 1880. Perds sa réélection. |
| William M. Springer (en)        | Démocrate   | 4 mars 1883 - 3 mars 1895           | 48e - 53e   | Redécoupage depuis le 12e district et réélu en 1882. Réélu en 1884. Réélu en 1886. Réélu en 1888. Réélu en 1890. Réélu en 1892. Redécoupage vers le 17e district.      |
| Vespasian Warner (en)           | Républicain | 4 mars 1895 - 3 mars 1903           | 54e - 57e   | Élu en 1894. Réélu en 1896. Réélu en 1898. Réélu en 1900. Redécoupage vers le 19e district.                                                                            |
| Robert R. Hitt (en)             | Républicain | 4 mars 1903 - 20 septembre 1906     | 58e , 59e   | Redécoupage depuis le 9e district et réélu en 1902. Réélu en 1904. Décès.                                                                                              |
| Vacant                          | Vacant      | 20 septembre 1906 - 6 novembre 1906 | 59e         | |
| Frank O. Lowden                 | Républicain | 6 novembre 1906 - 3 mars 1911       | 59e - 61e   | Élu pour terminer le mandat de Hitt. Réélu en 1906. Réélu en 1908. |
| John C. McKenzie (en)           | Républicain | 4 mars 1911 - 3 mars 1925           | 62e - 68e   | Élu en 1910. Réélu en 1912. Réélu en 1914. Réélu en 1916. Réélu en 1918. Réélu en 1920. Réélu en 1922. Retrait.                                                        |
| William R. Johnson (en)         | Républicain | 4 mars 1925 - 3 mars 1933           | 69e - 72e   | Élu en 1924. Réélu en 1926. Réélu en 1928. Réélu en 1930. Perds sa renomination.                                                                                       |
| Leo E. Allen (en)               | Républicain | 4 mars 1933 - 3 janvier 1949        | 73e - 80e   | Élu en 1932. Réélu en 1934. Réélu en 1936. Réélu en 1938. Réélu en 1940. Réélu en 1942. Réélu en 1944. Réélu en 1946. Redécoupage vers le 16e district.                |
| Ralph E. Church (en)            | Républicain | 3 janvier 1949 - 21 mars 1950       | 81e         | Redécoupage depuis le 10e district et réélu en 1948. Décès. |
| Vacant                          | Vacant      | 21 mars 1950 - 3 janvier 1951       | 81e         | |
| Marguerite S. Church            | Républicain | 3 janvier 1951 - 3 janvier 1963     | 82e - 87e   | Élue en 1950. Réélue en 1952. Réélue en 1954. Réélue en 1956. Réélue en 1958. Réélue en 1960. Retrait.                                                                 |
| Donald Rumsfeld                 | Républicain | 3 janvier 1963 - 25 mai 1969        | 88e - 91e   | Élu en 1962. Réélu en 1964. Réélu en 1966. Réélu en 1968. Démissionne pour devenir le Directeur de l'Office of Economic Opportunity                                    |
| Vacant                          | Vacant      | 25 mai 1969 - 25 novembre 1969      | 91e         | |
| Phil Crane                      | Républicain | 25 novembre 1969 - 3 janvier 1973   | 91e , 92e   | Élu pour terminer le mandat de Rumsfeld. Réélu en 1970. Redécoupage vers le 12e district.                                                                              |
| Robert McClory (en)             | Républicain | 3 janvier 1973 - 3 janvier 1983     | 93e - 97e   | Redécoupage depuis le 12e district et réélu en 1972. Réélu en 1974. Réélu en 1976. Réélu en 1978. Réélu en 1980. Retrait.                                              |
| John N. Erlenborn (en)          | Républicain | 3 janvier 1983 - 3 janvier 1985     | 98e         | Redécoupage depuis le 14e district et réélu en 1982. Retrait. |
| Harris W. Fawell (en)           | Républicain | 3 janvier 1985 - 3 janvier 1999     | 99e - 105e  | Élu en 1984. Réélu en 1986. Réélu en 1988. Réélu en 1990. Réélu en 1992. Réélu en 1994. Réélu en 1996. Retrait.                                                        |
| Judy Biggert                    | Républicain | 3 janvier 1999 - 3 janvier 2013     | 106e - 112e | Élue en 1998. Réélue en 2000. Réélue en 2002. Réélue en 2004. Réélue en 2006. Réélue en 2008. Réélue en 2010. Redécoupage vers le 11e district et perds sa réélection. |
| Rodney L. Davis                 | Républicain | 3 janvier 2013 - 3 janvier 2023     | 113e - 117e | Élu en 2012. Réélu en 2014. Réélu en 2016. Réélu en 2018. Réélu en 2020. Redécoupage vers le 15e district et perds sa renomination.                                    |
| Nikki Budzinski                 | Démocrate   | 3 janvier 2023 - Présent            | 118e        | Élue en 2022. |

## Résultats des récentes élections
Voici les résultats des dix précédents cycles électoraux dans le district.

### 2004
| Élection de 2004 du 13e district congressionnel de l'Illinois | Élection de 2004 du 13e district congressionnel de l'Illinois | Élection de 2004 du 13e district congressionnel de l'Illinois | Élection de 2004 du 13e district congressionnel de l'Illinois | Élection de 2004 du 13e district congressionnel de l'Illinois |
| ------------------------------------------------------------- | ------------------------------------------------------------- | ------------------------------------------------------------- | ------------------------------------------------------------- | ------------------------------------------------------------- |
| Parti                                                         | Parti                                                         | Candidat                                                      | Votes                                                         | %                                                             |
|                                                               | Républicain                                                   | Judy Biggert (sortante)                                       | 200 472                                                       | 65,0                                                          |
|                                                               | Démocrate                                                     | Gloria Schor Andersen                                         | 107 836                                                       | 35,0                                                          |
|                                                               | Write-In                                                      | Write-In                                                      | 4                                                             | 0,0                                                           |
| Total des votes                                               | Total des votes                                               | Total des votes                                               | 308 312                                                       | 100%                                                          |
|                                                               | Les Républicains conservent                                   |                                                               |                                                               |                                                               |

### 2006
| Élection de 2006 du 13e district congressionnel de l'Illinois | Élection de 2006 du 13e district congressionnel de l'Illinois | Élection de 2006 du 13e district congressionnel de l'Illinois | Élection de 2006 du 13e district congressionnel de l'Illinois | Élection de 2006 du 13e district congressionnel de l'Illinois |
| ------------------------------------------------------------- | ------------------------------------------------------------- | ------------------------------------------------------------- | ------------------------------------------------------------- | ------------------------------------------------------------- |
| Parti                                                         | Parti                                                         | Candidat                                                      | Votes                                                         | %                                                             |
|                                                               | Républicain                                                   | Judy Biggert (sortante)                                       | 119 720                                                       | 58,3                                                          |
|                                                               | Démocrate                                                     | Joseph Shannon                                                | 85 507                                                        | 41,7                                                          |
|                                                               | Write-In                                                      | Write-In                                                      | 7                                                             | 0,0                                                           |
| Total des votes                                               | Total des votes                                               | Total des votes                                               | 205 234                                                       | 100%                                                          |
|                                                               | Les Républicains conservent                                   |                                                               |                                                               |                                                               |

### 2008
| Élection de 2008 du 13e district congressionnel de l'Illinois | Élection de 2008 du 13e district congressionnel de l'Illinois | Élection de 2008 du 13e district congressionnel de l'Illinois | Élection de 2008 du 13e district congressionnel de l'Illinois | Élection de 2008 du 13e district congressionnel de l'Illinois |
| ------------------------------------------------------------- | ------------------------------------------------------------- | ------------------------------------------------------------- | ------------------------------------------------------------- | ------------------------------------------------------------- |
| Parti                                                         | Parti                                                         | Candidat                                                      | Votes                                                         | %                                                             |
|                                                               | Républicain                                                   | Judy Biggert (sortante)                                       | 180 888                                                       | 53,6                                                          |
|                                                               | Démocrate                                                     | Scott Harper                                                  | 147 430                                                       | 43,6                                                          |
|                                                               | Vert                                                          | Steve Alesch                                                  | 9402                                                          | 2,8                                                           |
|                                                               | Write-In                                                      | Theodore Knapp                                                | 51                                                            | 0,0                                                           |
| Total des votes                                               | Total des votes                                               | Total des votes                                               | 337 771                                                       | 100%                                                          |
|                                                               | Les Républicains conservent                                   |                                                               |                                                               |                                                               |

### 2010
| Élection de 2010 du 13e district congressionnel de l'Illinois | Élection de 2010 du 13e district congressionnel de l'Illinois | Élection de 2010 du 13e district congressionnel de l'Illinois | Élection de 2010 du 13e district congressionnel de l'Illinois | Élection de 2010 du 13e district congressionnel de l'Illinois |
| ------------------------------------------------------------- | ------------------------------------------------------------- | ------------------------------------------------------------- | ------------------------------------------------------------- | ------------------------------------------------------------- |
| Parti                                                         | Parti                                                         | Candidat                                                      | Votes                                                         | %                                                             |
|                                                               | Républicain                                                   | Judy Biggert (sortante)                                       | 149 857                                                       | 64,0                                                          |
|                                                               | Démocrate                                                     | Scott Harper                                                  | 84 290                                                        | 36,0                                                          |
| Total des votes                                               | Total des votes                                               | Total des votes                                               | 234 147                                                       | 100%                                                          |
|                                                               | Les Républicains conservent                                   |                                                               |                                                               |                                                               |

### 2012
| Élection de 2012 du 13e district congressionnel de l'Illinois | Élection de 2012 du 13e district congressionnel de l'Illinois | Élection de 2012 du 13e district congressionnel de l'Illinois | Élection de 2012 du 13e district congressionnel de l'Illinois | Élection de 2012 du 13e district congressionnel de l'Illinois |
| ------------------------------------------------------------- | ------------------------------------------------------------- | ------------------------------------------------------------- | ------------------------------------------------------------- | ------------------------------------------------------------- |
| Parti                                                         | Parti                                                         | Candidat                                                      | Votes                                                         | %                                                             |
|                                                               | Républicain                                                   | Rodney Davis                                                  | 137 034                                                       | 46,5                                                          |
|                                                               | Démocrate                                                     | David Gill                                                    | 136 032                                                       | 46,2                                                          |
|                                                               | Indépendant                                                   | John Hartman                                                  | 21 319                                                        | 7,2                                                           |
| Total des votes                                               | Total des votes                                               | Total des votes                                               | 294 385                                                       | 100%                                                          |
|                                                               | Les Républicains conservent                                   |                                                               |                                                               |                                                               |

### 2014
| Élection de 2014 du 13e district congressionnel de l'Illinois | Élection de 2014 du 13e district congressionnel de l'Illinois | Élection de 2014 du 13e district congressionnel de l'Illinois | Élection de 2014 du 13e district congressionnel de l'Illinois | Élection de 2014 du 13e district congressionnel de l'Illinois |
| ------------------------------------------------------------- | ------------------------------------------------------------- | ------------------------------------------------------------- | ------------------------------------------------------------- | ------------------------------------------------------------- |
| Parti                                                         | Parti                                                         | Candidat                                                      | Votes                                                         | %                                                             |
|                                                               | Républicain                                                   | Rodney Davis (sortant)                                        | 123 337                                                       | 58,7                                                          |
|                                                               | Démocrate                                                     | Ann Callis                                                    | 86 935                                                        | 41,3                                                          |
| Total des votes                                               | Total des votes                                               | Total des votes                                               | 210 272                                                       | 100%                                                          |
|                                                               | Les Républicains conservent                                   |                                                               |                                                               |                                                               |

### 2016
| Élection de 2016 du 13e district congressionnel de l'Illinois | Élection de 2016 du 13e district congressionnel de l'Illinois | Élection de 2016 du 13e district congressionnel de l'Illinois | Élection de 2016 du 13e district congressionnel de l'Illinois | Élection de 2016 du 13e district congressionnel de l'Illinois |
| ------------------------------------------------------------- | ------------------------------------------------------------- | ------------------------------------------------------------- | ------------------------------------------------------------- | ------------------------------------------------------------- |
| Parti                                                         | Parti                                                         | Candidat                                                      | Votes                                                         | %                                                             |
|                                                               | Républicain                                                   | Rodney Davis (sortant)                                        | 187 583                                                       | 59,7                                                          |
|                                                               | Démocrate                                                     | Mark Wicklund                                                 | 126 811                                                       | 40,3                                                          |
| Total des votes                                               | Total des votes                                               | Total des votes                                               | 314 394                                                       | 100%                                                          |
|                                                               | Les Républicains conservent                                   |                                                               |                                                               |                                                               |

### 2018
| Élection de 2018 du 13e district congressionnel de l'Illinois | Élection de 2018 du 13e district congressionnel de l'Illinois | Élection de 2018 du 13e district congressionnel de l'Illinois | Élection de 2018 du 13e district congressionnel de l'Illinois | Élection de 2018 du 13e district congressionnel de l'Illinois |
| ------------------------------------------------------------- | ------------------------------------------------------------- | ------------------------------------------------------------- | ------------------------------------------------------------- | ------------------------------------------------------------- |
| Parti                                                         | Parti                                                         | Candidat                                                      | Votes                                                         | %                                                             |
|                                                               | Républicain                                                   | Rodney Davis (sortant)                                        | 136 516                                                       | 50,4                                                          |
|                                                               | Démocrate                                                     | Betsy Londrigan                                               | 134 458                                                       | 49,6                                                          |
|                                                               | Write-In                                                      | Write-In                                                      | 7                                                             | 0,0                                                           |
| Total des votes                                               | Total des votes                                               | Total des votes                                               | 270 981                                                       | 100%                                                          |
|                                                               | Les Républicains conservent                                   |                                                               |                                                               |                                                               |

### 2020
| Élection de 2020 du 13e district congressionnel de l'Illinois, | Élection de 2020 du 13e district congressionnel de l'Illinois, | Élection de 2020 du 13e district congressionnel de l'Illinois, | Élection de 2020 du 13e district congressionnel de l'Illinois, | Élection de 2020 du 13e district congressionnel de l'Illinois, |
| -------------------------------------------------------------- | -------------------------------------------------------------- | -------------------------------------------------------------- | -------------------------------------------------------------- | -------------------------------------------------------------- |
| Parti                                                          | Parti                                                          | Candidat                                                       | Votes                                                          | %                                                              |
|                                                                | Républicain                                                    | Rodney Davis (sortant)                                         | 181 373                                                        | 54,5                                                           |
|                                                                | Démocrate                                                      | Betsy Londrigan                                                | 151 648                                                        | 45,5                                                           |
| Total des votes                                                | Total des votes                                                | Total des votes                                                | 333 021                                                        | 100%                                                           |
|                                                                | Les Républicains conservent                                    |                                                                |                                                                |                                                                |

### 2022
| Primaire Républicaine de 2022 du 13e district congressionnel de l'Illinois | Primaire Républicaine de 2022 du 13e district congressionnel de l'Illinois | Primaire Républicaine de 2022 du 13e district congressionnel de l'Illinois | Primaire Républicaine de 2022 du 13e district congressionnel de l'Illinois | Primaire Républicaine de 2022 du 13e district congressionnel de l'Illinois |
| -------------------------------------------------------------------------- | -------------------------------------------------------------------------- | -------------------------------------------------------------------------- | -------------------------------------------------------------------------- | -------------------------------------------------------------------------- |
| Parti                                                                      | Parti                                                                      | Candidat                                                                   | Votes                                                                      | %                                                                          |
|                                                                            | Républicain                                                                | Regan Deering                                                              | 14 885                                                                     | 34,6                                                                       |
|                                                                            | Républicain                                                                | Jesse Reising                                                              | 14 184                                                                     | 32,9                                                                       |
|                                                                            | Républicain                                                                | Matt Hausman                                                               | 10 289                                                                     | 23,9                                                                       |
|                                                                            | Républicain                                                                | Terry Martin                                                               | 3694                                                                       | 8,6                                                                        |

| Primaire Démocrate de 2022 du 13e district congressionnel de l'Illinois | Primaire Démocrate de 2022 du 13e district congressionnel de l'Illinois | Primaire Démocrate de 2022 du 13e district congressionnel de l'Illinois | Primaire Démocrate de 2022 du 13e district congressionnel de l'Illinois | Primaire Démocrate de 2022 du 13e district congressionnel de l'Illinois |
| ----------------------------------------------------------------------- | ----------------------------------------------------------------------- | ----------------------------------------------------------------------- | ----------------------------------------------------------------------- | ----------------------------------------------------------------------- |
| Parti                                                                   | Parti                                                                   | Candidat                                                                | Votes                                                                   | %                                                                       |
|                                                                         | Démocrate                                                               | Nikki Budzinski                                                         | 31 593                                                                  | 75,6                                                                    |
|                                                                         | Démocrate                                                               | David Palmer                                                            | 10 216                                                                  | 24,4                                                                    |

| Élection de 2022 du 13e district congressionnel de l'Illinois | Élection de 2022 du 13e district congressionnel de l'Illinois | Élection de 2022 du 13e district congressionnel de l'Illinois | Élection de 2022 du 13e district congressionnel de l'Illinois | Élection de 2022 du 13e district congressionnel de l'Illinois |
| ------------------------------------------------------------- | ------------------------------------------------------------- | ------------------------------------------------------------- | ------------------------------------------------------------- | ------------------------------------------------------------- |
| Parti                                                         | Parti                                                         | Candidat                                                      | Votes                                                         | %                                                             |
|                                                               | Démocrate                                                     | Nikki Budzinski                                               | 141 788                                                       | 56,6                                                          |
|                                                               | Républicain                                                   | Regan Deering                                                 | 108 646                                                       | 43,3                                                          |
| Total des votes                                               | Total des votes                                               | Total des votes                                               | 250 450                                                       | 100%                                                          |
|                                                               | Les Démocrates prennent aux Républicains                      |                                                               |                                                               |                                                               |

### 2024
| Primaire Démocrate de 2024 du 13e district congressionnel de l'Illinois | Primaire Démocrate de 2024 du 13e district congressionnel de l'Illinois | Primaire Démocrate de 2024 du 13e district congressionnel de l'Illinois | Primaire Démocrate de 2024 du 13e district congressionnel de l'Illinois | Primaire Démocrate de 2024 du 13e district congressionnel de l'Illinois |
| ----------------------------------------------------------------------- | ----------------------------------------------------------------------- | ----------------------------------------------------------------------- | ----------------------------------------------------------------------- | ----------------------------------------------------------------------- |
| Parti                                                                   | Parti                                                                   | Candidat                                                                | Votes                                                                   | %                                                                       |
|                                                                         | Démocrate                                                               | Nikki Budzinski (sortante)                                              | 32 314                                                                  | 100%                                                                    |

| Primaire Républicaine de 2024 du 13e district congressionnel de l'Illinois | Primaire Républicaine de 2024 du 13e district congressionnel de l'Illinois | Primaire Républicaine de 2024 du 13e district congressionnel de l'Illinois | Primaire Républicaine de 2024 du 13e district congressionnel de l'Illinois | Primaire Républicaine de 2024 du 13e district congressionnel de l'Illinois |
| -------------------------------------------------------------------------- | -------------------------------------------------------------------------- | -------------------------------------------------------------------------- | -------------------------------------------------------------------------- | -------------------------------------------------------------------------- |
| Parti                                                                      | Parti                                                                      | Candidat                                                                   | Votes                                                                      | %                                                                          |
|                                                                            | Républicain                                                                | Joshua Loyd                                                                | 15 633                                                                     | 55,9                                                                       |
|                                                                            | Républicain                                                                | Thomas Clatterbuck                                                         | 12 320                                                                     | 44,1                                                                       |

| Élection de 2024 du 13e district congressionnel de l'Illinois | Élection de 2024 du 13e district congressionnel de l'Illinois | Élection de 2024 du 13e district congressionnel de l'Illinois | Élection de 2024 du 13e district congressionnel de l'Illinois | Élection de 2024 du 13e district congressionnel de l'Illinois |
| ------------------------------------------------------------- | ------------------------------------------------------------- | ------------------------------------------------------------- | ------------------------------------------------------------- | ------------------------------------------------------------- |
| Parti                                                         | Parti                                                         | Candidat                                                      | Votes                                                         | %                                                             |
|                                                               | Démocrate                                                     | Nikki Budzinski (sortante)                                    | 191 339                                                       | 58,1                                                          |
|                                                               | Républicain                                                   | Joshua Loyd                                                   | 137 917                                                       | 41,9                                                          |
|                                                               | Indépendant                                                   | Chibu Asonye (write-in)                                       | 244                                                           | 0,1                                                           |
| Total des votes                                               | Total des votes                                               | Total des votes                                               | 329 500                                                       | 100 %                                                         |
|                                                               | Les Démocrates conservent                                     |                                                               |                                                               |                                                               |